# Porcisme
Porcisme – România furată zi de zi este o inițiativă civică menită să monitorizeze nivelul corupției din România. Fiind un fenomen în general foarte dificil de cuantificat, această inițiativă introduce noțiunea de „porcism” care se referă la furturi cuantificabile din bani publici. Fiecare știre care prezintă un fapt de corupție, furt sau risipă din bani publici este citată și cuantificată în cadrul inițiativei, generând astfel o balanță zilnică ce în mai puțin de 5 ani de la inițiere a ajuns la peste 30 miliarde de euro. Această sumă reprezintă de fapt un nivel cuantificat al furtului și risipei de bani publici în România. Este singura inițiativă de acest gen din România și a devenit un reper atunci când se discută despre nivelul global al corupției.

## Inițiativa civică „Porcisme - Romania furată zi de zi”
Inițiativa civică intitulată „porcisme Arhivat în 22 martie 2014, la Wayback Machine.” are ca scop să monitorizeze și să scoată în evidentă ineficiența instituțiilor statului în ceea ce privește cheltuirea banilor publici. Ideea generală este de a utiliza știri, articole din ziare, anunțuri oficiale și alte surse credibile care dezvăluie punctual furtul și risipirea banului public. Știrile sunt analizate, cuantificate și prezentate în fiecare zi, astfel încât se prezintă un adevărat „contor” al furtului și risipei din banii publici ai României. Pentru fiecare știre în parte este prezentată o referință credibilă, iar cititorii pot accesa documentele sursă.

## Impact în țară și în străinătate
Inițiativa a început în anul 2009 și de atunci se actualizează balanța zilnică. Ca urmare a acumulării sumelor furate din bugetele publice, inițiativa a fost menționata în publicații și rapoarte prestigioase:
- ziarul El Pais (Spania): articol despre cauzele reale ale austerității în Romania.
- ziarul Curierul National (Romania): articol Arhivat în 22 martie 2014, la Wayback Machine. despre situația financiar-bugetară a Romaniei și implicațiile politicului.
- raport oficial (Bratislava-Slovacia) pentru Comisia Europeana: raport despre rolul social media in asigurarea transparentei in Europa de Est.
- ziarul Adevărul (Romania): articol despre evoluția sumelor furate din bugetele publice ale României.
- emisiunea Romania Furata de pe postul Antena 1.
- Societatea Academică Română, prin proiectul România Curată

## Manifestul inițiativei
Manifestul inițiativei este foarte relevant:
„Manifest – Porcisme Arhivat în 22 martie 2014, la Wayback Machine.
Scop: Realizarea unui calcul estimativ asupra „României furate” din banii publici, prin metoda porcismelor.
Definiție: Un porcism reprezintă o faptă semnalată de către ziare, televiziuni, agenții de știri sau site-uri de informare, prin care se presupune ca s-a furat/risipit din banul public.
Criterii de eligibilitate: Un porcism este eligibil pentru a fi prezentat atunci când îndeplinește următoarele condiții:
- a fost semnalat de o sursă de informare credibilă: ziar, televiziune, agenție de știri;
- informațiile sunt verosimile și sunt susținute cu argumente de către sursa știrii de prezentare;
- există posibilitatea cuantificării directe și imediate in bani;
- banii au fost cheltuiți din fonduri publice de la orice nivel: guvernamental, județean, local. Includem în categoria fondurilor publice ministere, parlament, președinție, spitale, școli, universități, primării, agenții guvernamentale, precum și intreprinderile în care statul este acționar majoritar.
Modalitate de calcul: Valoarea fiecărui porcism va fi precizată nominal, în baza datelor furnizate de sursele de informare. Eventualele conversii valutare se aplica la cursul zilei în care porcismul a fost realizat sau descoperit. Eventualele rotunjiri se vor face prin scădere, astfel încât să nu exagerăm artificial suma totală a porcismelor din Romania.
Mențiuni speciale: delimitarea în categoria porcismelor a faptelor semnalate nu presupune vinovăția persoanelor implicate. Considerăm că asupra (ne)vinovăției respectivelor persoane trebuie să se pronunțe doar justiția.”
Totalul la zi al „porcismelor” poate fi vizualizat aici Arhivat în 22 martie 2014, la Wayback Machine..